# Ghiacciaio Suvorov
Il ghiacciaio Suvorov è un ghiacciaio lungo circa 40 km e largo 9, situato sulla costa della regione settentrionale della Terra di Oates, in Antartide. In particolare, il ghiacciaio, il cui punto più alto si trova a circa 1200 m s.l.m., fluisce verso est partendo dalla regione meridionale del versante orientale dei colli Wilson, in particolare dal versante orientale del picco Poorman, e scorrendo tra le scogliere Hornblend, a nord, e la cresta Heth, a sud, fino a entrare nell'oceano Pacifico, poco a sud di punta Belousov, formando una lingua glaciale lunga circa 15 km che occupa anche tutta la superficie dell'insenatura di Whited.

## Storia
Il ghiacciaio Suvorov è stato fotografato nel 1947 durante l'operazione Highjump, condotta dalla marina militare statunitense, e poi nel 1958 spedizione sovietica. Proprio i membri di quest'ultima lo hanno così battezzato in onore di V. S. Suvorov, un meccanico sovietico morto durante una spedizione nella regione Artica.